# 東久根別站
東久根別車站（日语：／ Higashi-Kunebetsu eki */?）是道南漁火鐵道的鐵路車站，位於北海道北斗市久根別1丁目，現為無人站。
「久根別」源於阿伊努語的「kunne-pet」（黑色的河川），因位於該地區東側而在前面加上「東」字。

## 車站結構

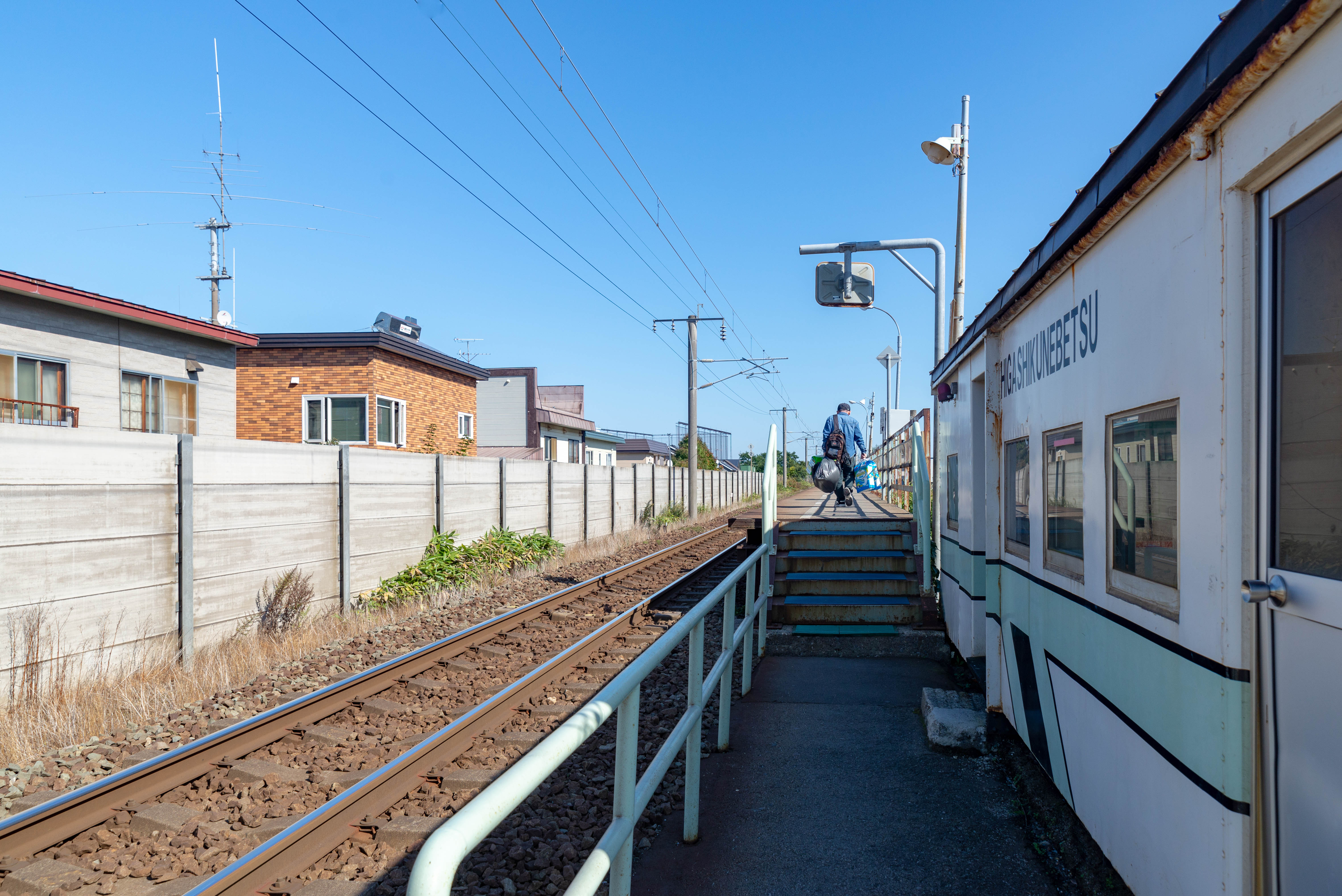
东久根别车站月台

側式月台1面1線的地面車站。五稜郭站管理的無人站，站舍由Wafu 29500型貨車改造。
2016年3月移交道南漁火鐵道移管後繼續是無人站，同公司設置自動售票機。自動售票機與廁所位於貨車改造的候車室，早上7時－下午8時可使用。

## 相鄰車站
道南漁火鐵道
■道南漁火鐵道線
七重濱（sh11）－東久根別（sh10）－久根別（sh09）

## 外部連結
- 官方網頁。 （页面存档备份，存于）（日語）